# Friedrich Gottlieb Klopstock

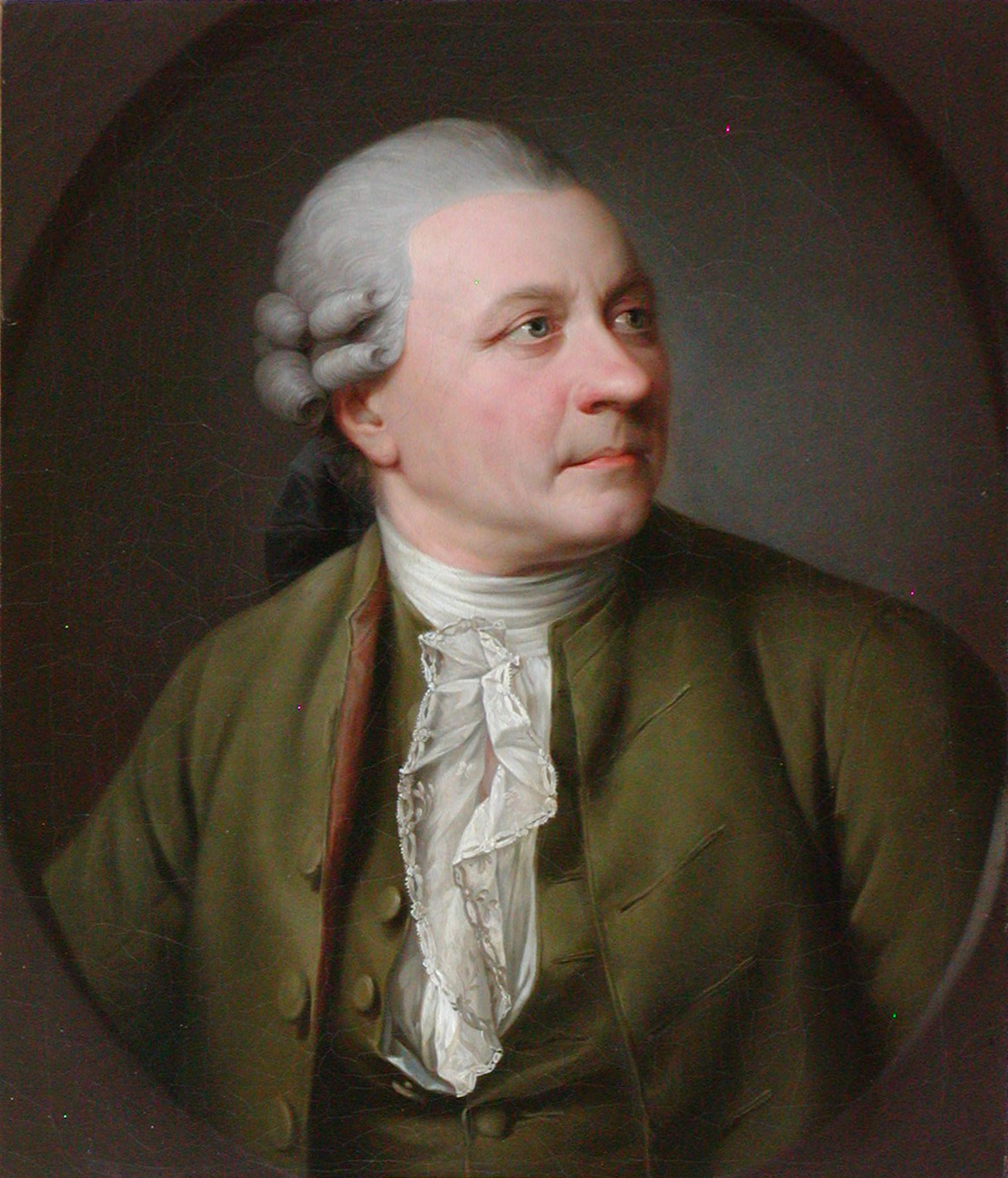
Friedrich Gottlieb Klopstock, Gemälde von Jens Juel, 1779 (Gleimhaus, Halberstadt)

Friedrich Gottlieb Klopstock (* 2. Juli 1724 in Quedlinburg; † 14. März 1803 in Hamburg) war ein deutscher Dichter. Er gilt als wichtiger Vertreter der Empfindsamkeit.

## Leben

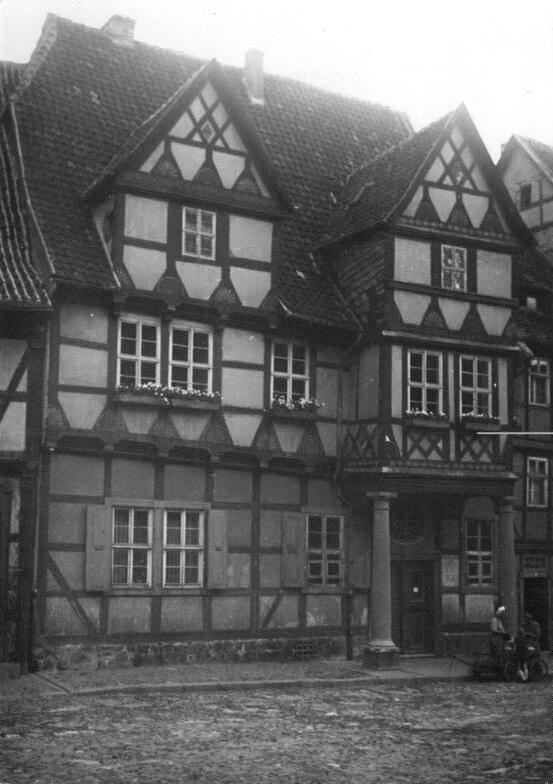
Klopstocks Geburtshaus in Quedlinburg, Aufnahme von 1952

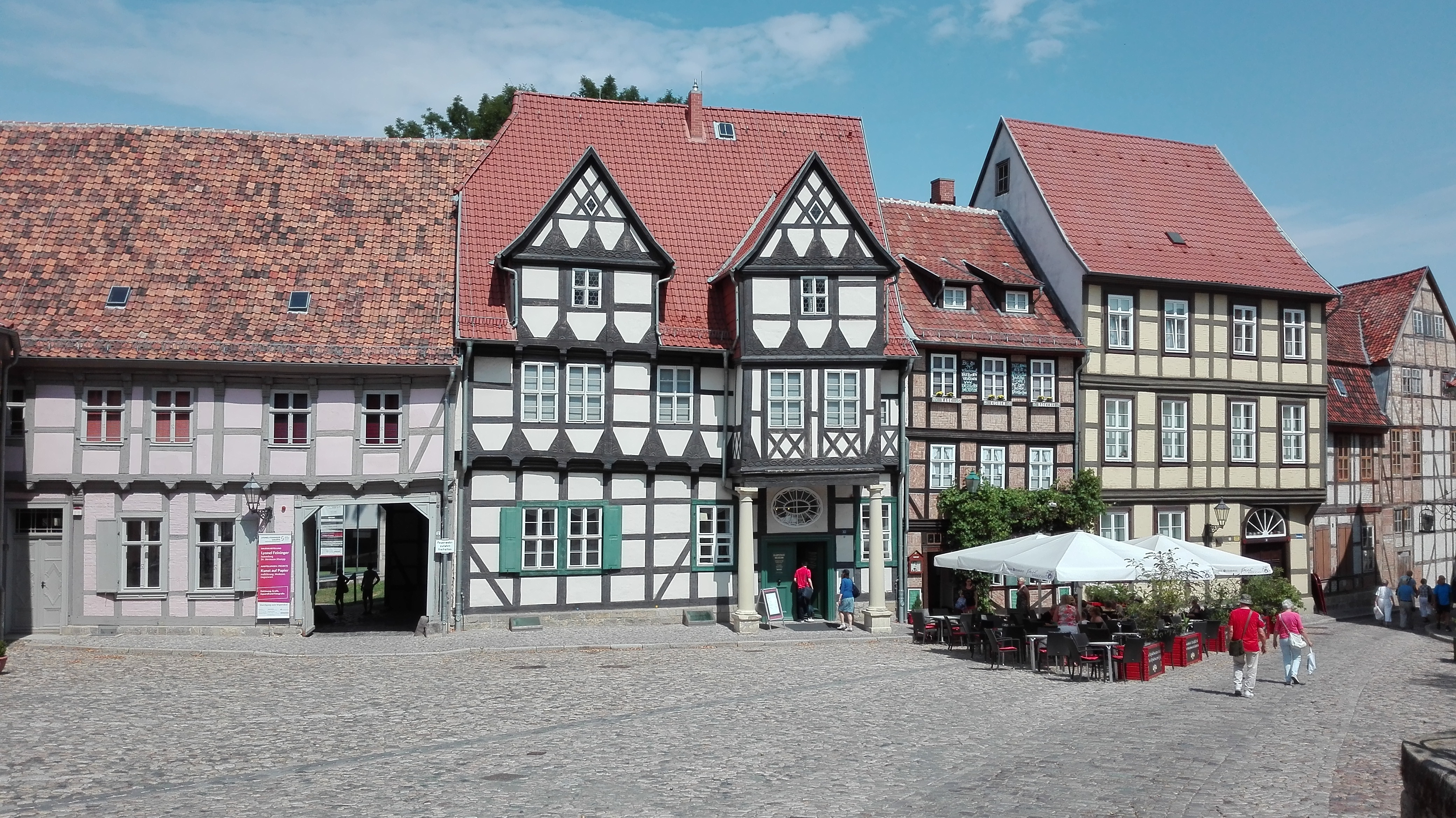
Klopstocks Geburtshaus 2018

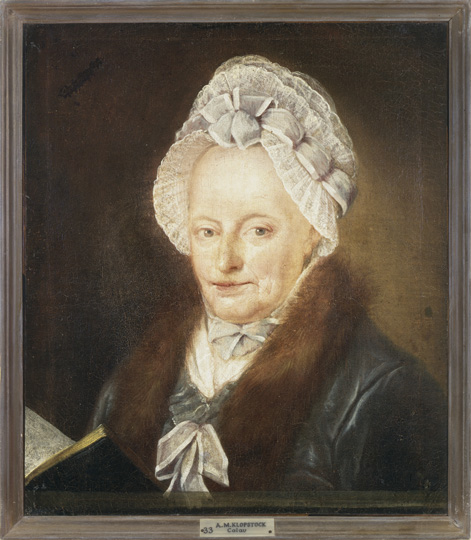
Anna Maria Klopstock, geb. Schmidt, Gemälde von Benjamin Calau, 1770 (Gleimhaus, Halberstadt)

Friedrich Gottlieb Klopstock wuchs als ältestes von 17 Kindern in einer pietistischen Familie auf. Sein Vater, Gottlieb Heinrich, der Sohn eines Rechtsanwalts, war fürstlich-mansfeldischer Kommissionsrat und hatte die Herrschaft Friedeburg in der Grafschaft Mansfeld gepachtet, sodass von 1732 bis zur Aufgabe der Pacht 1736 Friedrich Gottlieb hier seine Kindheit verlebte. Seine Mutter Anna Maria hatte den Langensalzaer Ratskämmerer und Großkaufmann Johann Christoph Schmidt (* 19. Oktober 1659 in Mühlhausen; † 28. November 1711 in Langensalza) zum Vater.

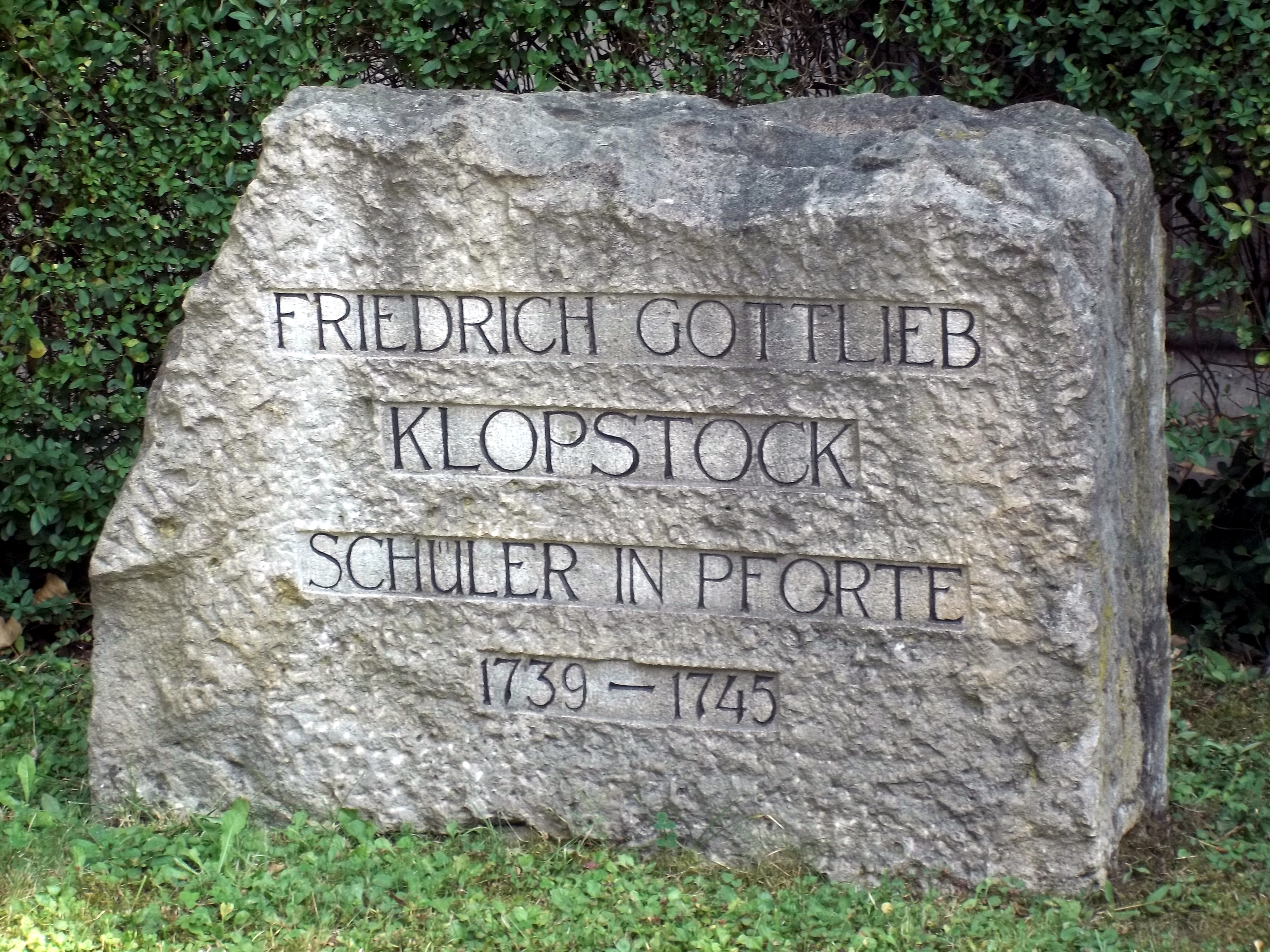
Klopstock-Gedenkstein an der Landesschule Pforta

Nach dem Besuch des Quedlinburger Gymnasiums kam Friedrich Gottlieb Klopstock im Alter von 15 Jahren auf die Fürstenschule in Schulpforte, in der er eine gründliche humanistische Schulausbildung erhielt. Klopstock las die griechischen und lateinischen Klassiker: Homer, Pindar, Vergil und Horaz. Hier machte er außerdem die ersten eigenen dichterischen Versuche und verfasste einen ersten Plan zum Messias, einem religiösen Epos.

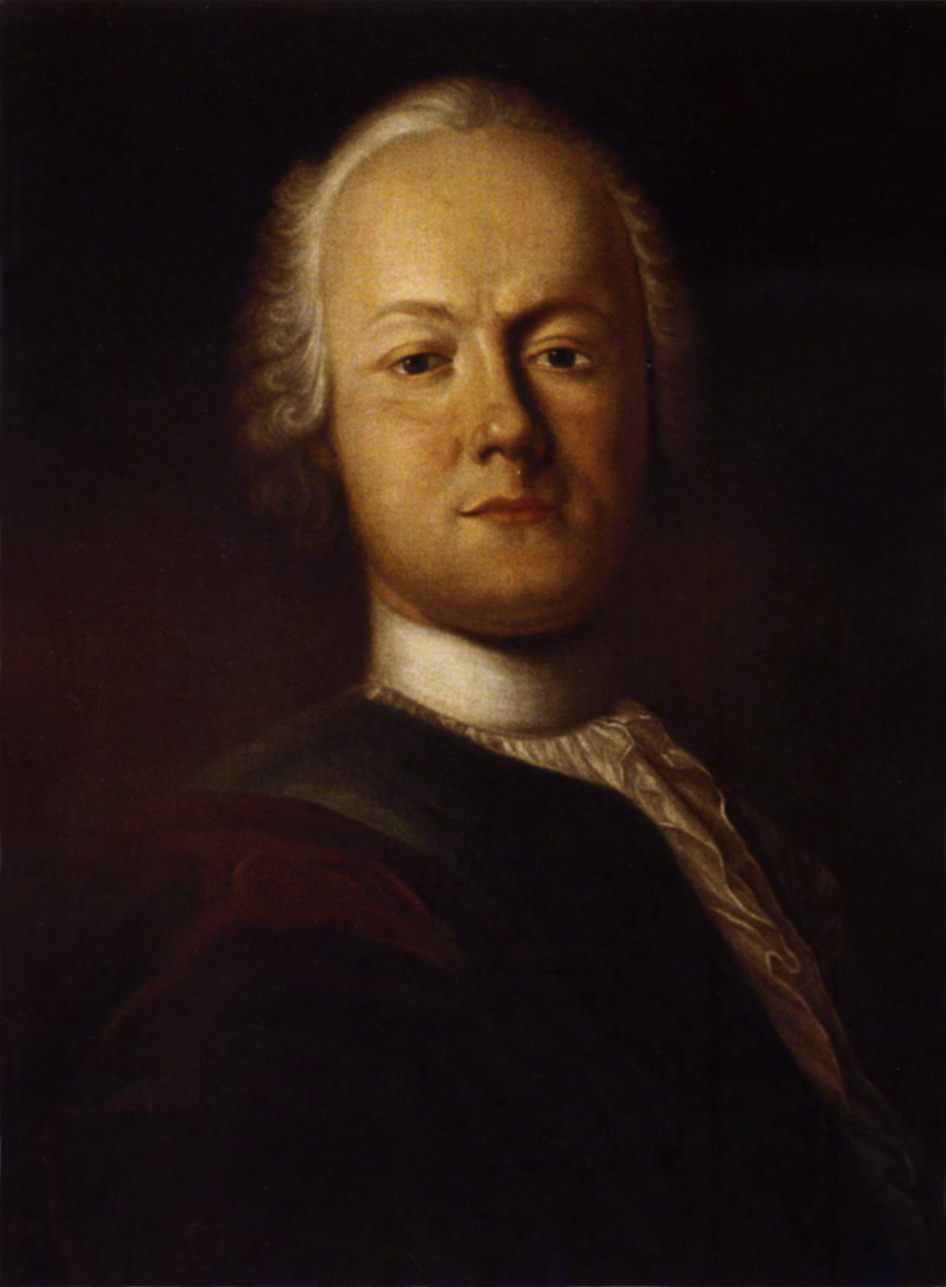
Porträt von Johann Caspar Füssli, 1750 (Klopstockhaus, Quedlinburg)

1745 begann er ein Studium der evangelischen Theologie in Jena und verfasste dort auch die ersten drei Gesänge des Messias, die er zunächst in Prosa anlegte. Nach der Übersiedlung nach Leipzig arbeitete er im folgenden Jahr das Werk in Hexameter um. Das Erscheinen der ersten Teile 1748 in den Bremer Beiträgen erregte großes Aufsehen und wurde zum Vorbild der Messiaden-Literatur seiner Epoche. In Leipzig schuf Klopstock auch die ersten Oden. Nach beendetem Theologiestudium nahm er (nach der Sitte aller Theologiekandidaten) in Langensalza eine Hauslehrerstelle an. In den zwei Jahren seines Aufenthaltes in Langensalza erlebte Klopstock die leidenschaftliche Liebe zu dem Mädchen Maria-Sophia Schmidt, den Rausch der Hoffnung, die Enttäuschung und schließlich die Elegie der Entsagung. Das führte dazu, dass er in diesen zwei Jahren die schönsten seiner früheren Oden für die unnahbare Geliebte dichtete.
Die Veröffentlichung der Oden entfachte einen Begeisterungssturm unter den Gegnern der bis dahin vorherrschenden „vernünftigen“ Poetik Johann Christoph Gottscheds. Es war die Geburtsstunde der reinen Dichtung.
Es wurden Kontakte zu Johann Jakob Bodmer geknüpft, der Klopstock nach Zürich einlud, wohin dieser 1750 reiste. Nach acht Monaten ging er auf Einladung König Friedrichs V. nach Dänemark. Durch Friedrichs Unterstützung konnte er sein Werk vollenden. Dieser gewährte ihm eine Lebensrente von jährlich 400 (später 800) Talern. Drei Jahre seines Lebens verbrachte er in Dänemark.
Am 10. Juni 1754 heiratete Klopstock Margareta (Meta) Moller, die er 1751 in Hamburg auf der Durchreise nach Kopenhagen kennengelernt hatte. Sie starb am 28. November 1758 bei einer Totgeburt. Dreißig Jahre hindurch konnte Klopstock sie nicht vergessen und besang sie in seinen Elegien. Erst im hohen Alter (1791) heiratete er die Hamburgerin Johanna Elisabeth Dimpfel verw. von Winthem (1747–1821), welche eine Nichte von Meta Moller war.

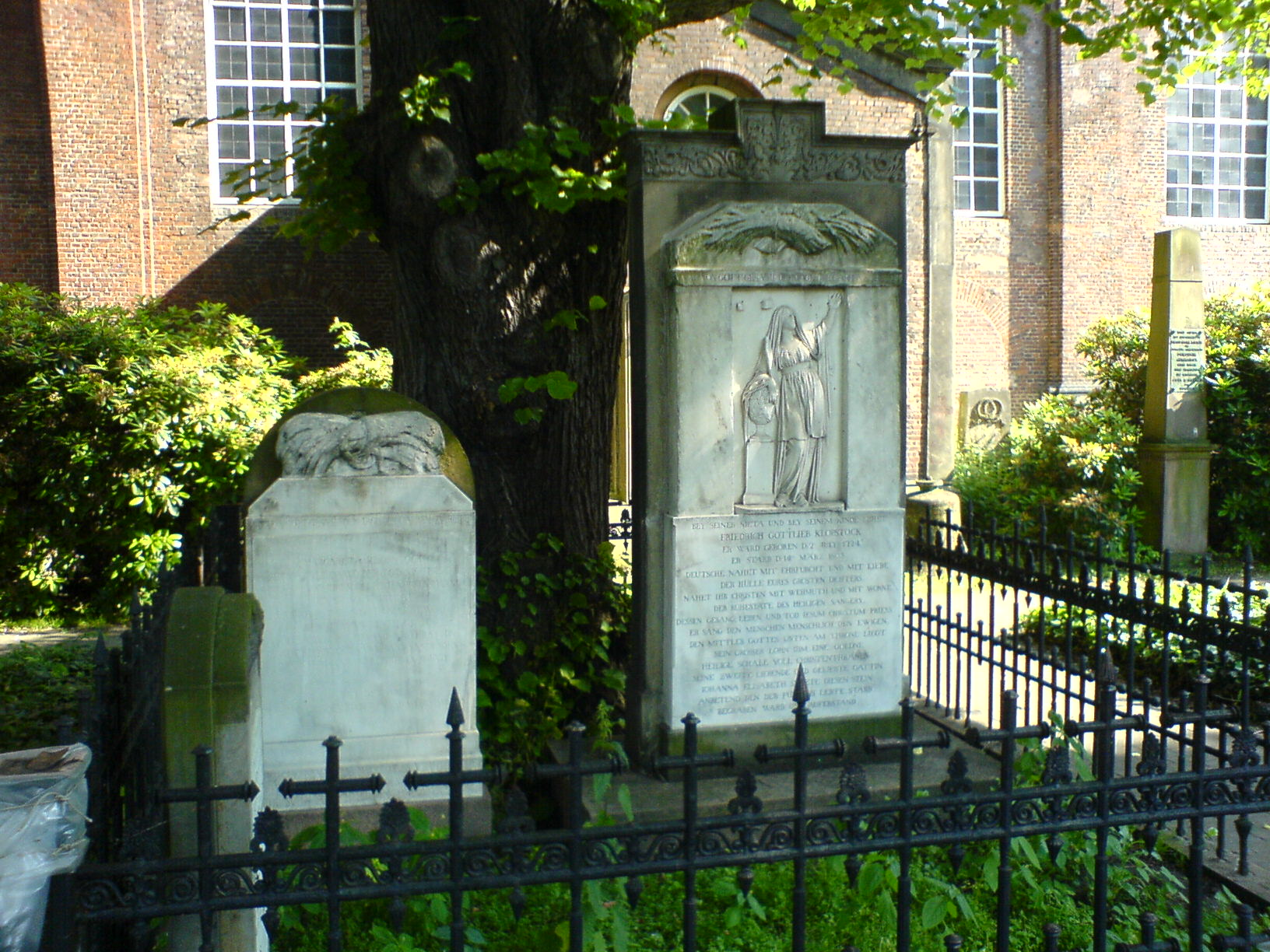
Das Grab Klopstocks an der Christianskirche in Hamburg-Ottensen

1759 bis 1762 lebte Klopstock in Quedlinburg, Braunschweig und Halberstadt, reiste dann nach Kopenhagen, wo er bis 1771 blieb und einen großen Einfluss auf das kulturelle Leben in Dänemark ausübte. Neben dem Messias, der endlich 1773 vollständig erschien, schrieb er Dramen, darunter die Hermanns Schlacht (1769). Er wandte sich dann nach Hamburg. 1776 zog er auf Einladung Markgraf Karl Friedrichs von Baden vorübergehend nach Karlsruhe. Nach seinem Tod am 14. März 1803 im Alter von 78 Jahren wurde er am 22. März 1803 unter großer Anteilnahme der Bevölkerung neben Meta auf dem Friedhof der Christianskirche in Ottensen beigesetzt.
Klopstock war Mitglied der Hamburger Freimaurerloge Zu den drei Rosen. Seit 1802 war er auswärtiges Mitglied der Académie des Inscriptions et Belles-Lettres.
In Quedlinburg informiert das Klopstockhaus über den Dichter. 1831 wurde in der dortigen Parkanlage Brühl ein auf eine Bürgerinitiative von 1824 zurückgehendes Denkmal von Schinkel und Tieck eingeweiht.

## Werk

### Ideen und Motive

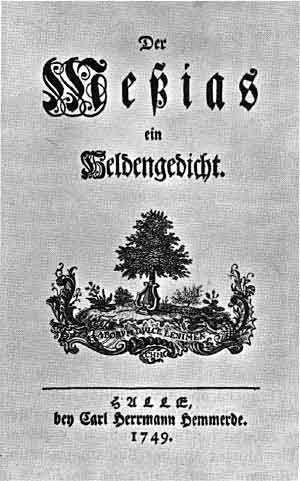
Titelblatt der Erstausgabe der ersten drei Gesänge des Messias (1749)

Originalhandschrift von Klopstocks David, ein Trauerspiel (1772)

Als ein Vater des deutschen Nationalstaatsgedankens war Klopstock ein Befürworter der Französischen Revolution, welche er in dem Gedicht von 1789 Kennet euch selbst als „edelste Tat des Jahrhunderts“ bezeichnete; die Deutschen rief Klopstock ebenfalls zur Revolution auf. 1792 nahm ihn die französische Nationalversammlung als Ehrenbürger auf. Später geißelte er jedoch die Auswüchse der Revolution in dem Gedicht Die Jakobiner von 1793. Hier kritisierte er das Jakobinerregime, das aus der Französischen Revolution hervorgegangen war, als Schlange, die sich durch ganz Frankreich windet.
Klopstocks aufgeklärte Utopie Die deutsche Gelehrtenrepublik (1774) ist ein Konzept, das für die als regierungsunfähig angesehene Fürstenherrschaft eine gebildete Elite in die Macht einsetzt. Die Republik soll von „Aldermännern“, „Zünften“ und „dem Volke“ regiert werden, wobei den ersteren – als den gelehrtesten – die größten Befugnisse zukommen sollte, Zünften und Volk entsprechend weniger. Der „Pöbel“ hingegen bekäme höchstens einen „Schreier“ auf dem Landtage, denn Klopstock traute dem Volk keine Volkssouveränität zu. Bildung ist in dieser Republik das höchste Gut und qualifiziert ihren Träger zu höheren Ämtern. Entsprechend dem gelehrsamen Umgang geht es in dieser Republik äußerst pazifistisch zu: Als Strafen zwischen den Gelehrten veranschlagt Klopstock Naserümpfen, Hohngelächter und Stirnrunzeln. Dies stellte besondere Erfordernisse an die Vollstrecker:

„Wer ihrer einer werden will, muß hauptsächlich zwey Eigenschaften haben, nämlich eine grosse Geschiklichkeit, sich sehr ausdrückend zu gebehrden; und dann ein gar besondres Larvengesicht, wobey vornämlich die Grösse und Gestalt der Nase mit in Betrachtung kommen. Der Hohnlacher muß ausser diesem (er kriegt aber auch mehr verewigte Maculatur zur Besoldung als die andern) eine sehr starke, und zugleich rauhe Stimme haben. Man pflegt wol den Schreyer von der Landesverweisung loszusprechen, und ihn zum Hohnlacher zu erheben, wenn seine Nase die erforderlichen Eigenschaften zu dieser Verrichtung hat.“

Klopstocks Himmelsvorstellung, geprägt durch die wissenschaftlichen Leistungen Kopernikus’ und Keplers, ist nicht die eines in sich ruhenden antiken Himmels, dessen Gestirne Götter und Heroen sind. Seine Himmelssphäre ist vielmehr eine Weltharmonie, ein Rhythmus und Symmetrie der Sphären. So heißt es im ersten Gesang des Messias:
Mitten in dieser Versammlung der Sonnen erhebt sich der Himmel,

Rund, unermeßlich, das Urbild der Welten, die Fülle

Aller sichtbaren Schönheit, die sich, gleich flüchtigen Bächen,

Um ihn, durch den unendlichen Raum nachahmend, ergiesset.

Also dreht er sich, unter dem Ewigen, um sich selber.

Indem er wandelt, ertönen von ihm, auf Flügeln der Winde,

An die Gestade der Sonnen die sphärischen Harmonien

Hoch hinüber. Die Lieder der göttlichen Harfenspieler

Schallen mit Macht, wie beseelend, darein. Dieß vereinbarte Tönen

Führt vorm unsterblichen Hörer manch hohes Loblied vorüber.
Goethe wird dieses Bild im Faust wieder aufgreifen. Der „Prolog im Himmel“ beginnt so:
Die Sonne tönt nach alter Weise

In Brudersphären Wettgesang,

Und ihre vorgeschriebne Reise

Vollendet sie mit Donnergang.

### Bedeutung und Rezeption

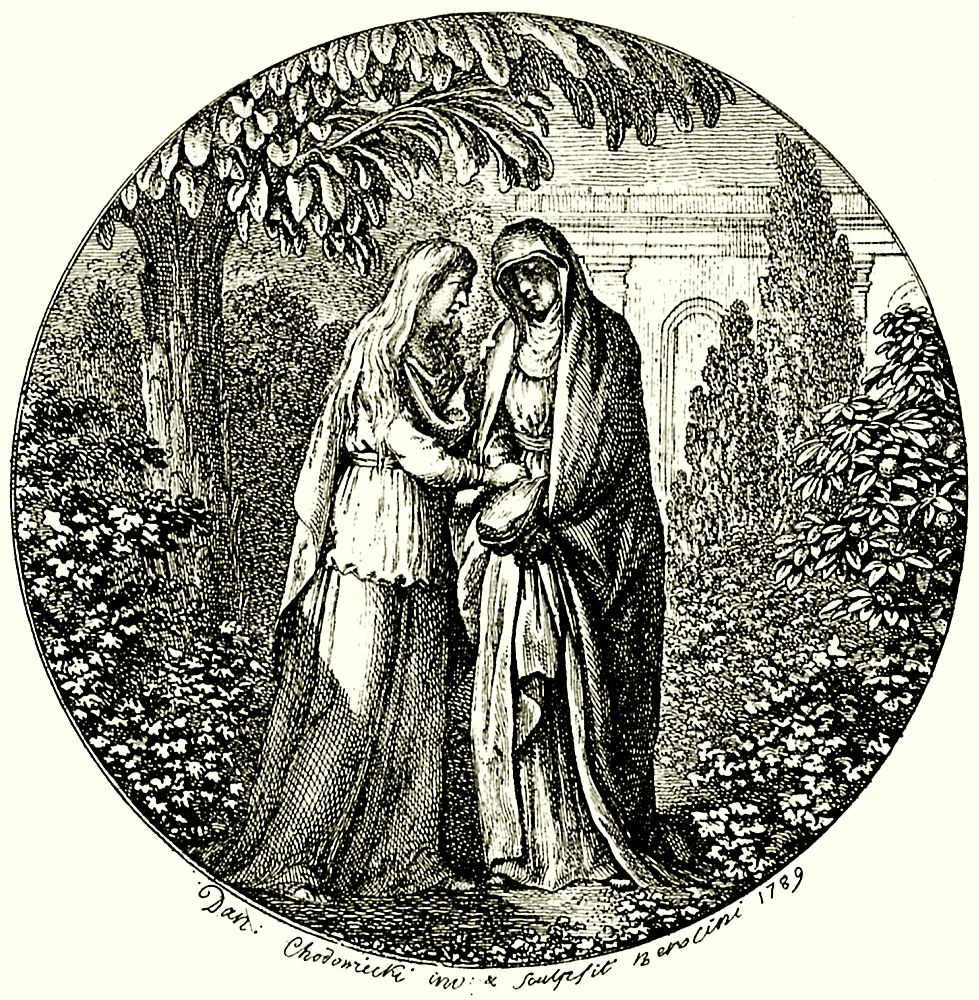
Titel-Vignette von Daniel Nikolaus Chodowiecki zur ungarischen Übersetzung von Klopstocks Messias, 1789

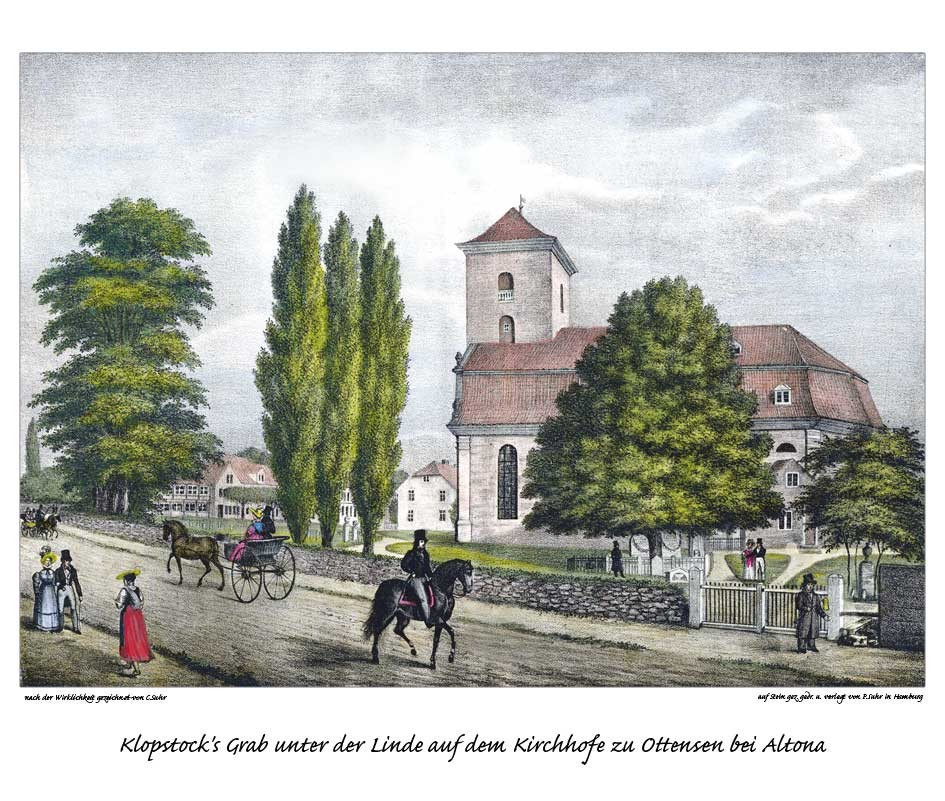
Klopstocks Grab unter der Linde in Ottensen, Lithographie der Gebrüder Suhr, um 1840

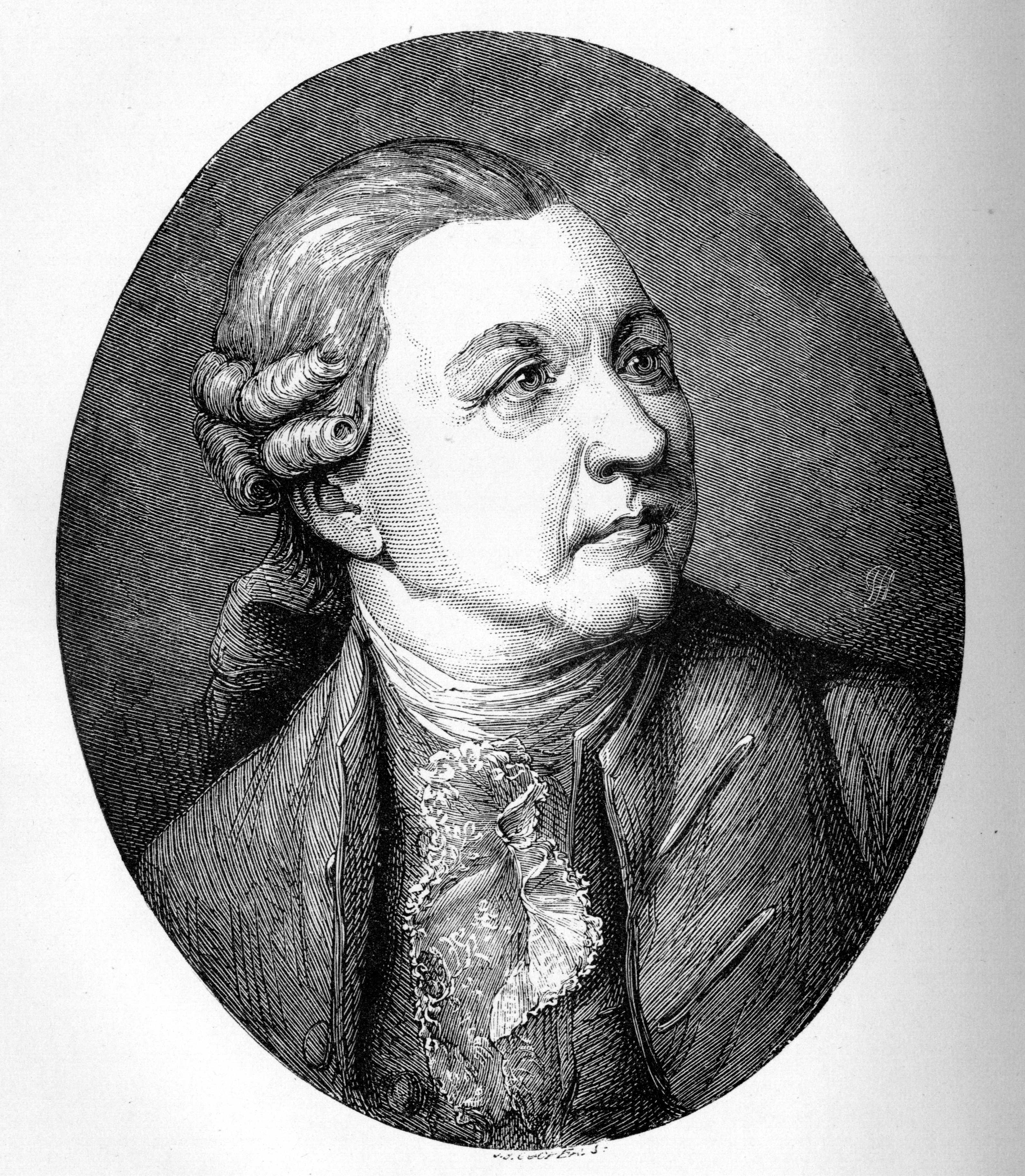
Postumes Bildnis Klopstocks, 1869

Klopstock gab der deutschen Sprache neue Impulse und kann als Wegbereiter für die ihm folgende Generation angesehen werden. Er war der Erste, der mit seinem Messias Hexameter in der deutschen Dichtung verwendete, und seine Auseinandersetzung mit dem „deutschen Hexameter“, wie er es nannte, führte ihn zu seiner Lehre vom Wortfuß. Dies bereitete den Weg für freie Rhythmen, wie sie dann beispielsweise Goethe und Hölderlin nutzten. Klopstock kämpfte außerdem gegen den strengen Gebrauch des Reims nach Opitzscher Schule. Er verschaffte dem Dichterberuf neue Würde, indem er die künstlerische Autonomie des Dichters vorlebte, und befreite so die Dichtung aus den didaktischen Lehrgedichten der Versifikateure.
Klopstock gilt als Begründer der Erlebnisdichtung und des deutschen Irrationalismus. Sein Wirken erstreckte sich über große Teile der Epoche der Aufklärung. Er war aber nicht wie die meisten Aufklärer der Vernunft verpflichtet, sondern wird der sogenannten Empfindsamkeit zugerechnet. 1779 prägte er den Begriff der Innerlichkeit, die er als eines von neun Elementen poetischer Darstellung bezeichnete: „Innerlichkeit, oder Heraushebung der eigentlichen innersten Beschaffenheit der Sache.“ Des Weiteren gilt er als ein bedeutender Wegbereiter für die Bewegung des Sturm und Drang. Im Werther zeigt sich Klopstocks Wirkung auf Goethe:

„Wir traten an’s Fenster, es donnerte abseitwärts und der herrliche Regen säuselte auf das Land, und der erquikkendste Wohlgeruch stieg in aller Fülle einer warmen Luft zu uns auf. Sie stand auf ihrem Ellenbogen gestützt und ihr Blik durchdrang die Gegend, sie sah gen Himmel und auf mich, ich sah ihr Auge thränenvoll, sie legte ihre Hand auf die meinige und sagte – Klopstock! Ich versank in dem Strome von Empfindungen, den sie in dieser Loosung über mich ausgoß. Ich ertrugs nicht, neigte mich auf ihre Hand und küßte sie unter den wonnevollesten Thränen. Und sah nach ihrem Auge wieder – Edler! hättest du deine Vergötterung in diesem Blicke gesehn, und ich möcht nun deinen so oft entweihten Nahmen nie wieder nennen hören.“

Trotz alledem registriert der junge Lessing:

„Wer wird nicht einen Klopstock loben?
Doch wird ihn jeder lesen? – Nein!
Wir wollen weniger erhoben
und fleißiger gelesen sein.“

Lessing bringt auf den Punkt, was Klopstocks Werk widerfuhr: Zwar wurde ihm große gesellschaftliche Anerkennung zuteil, aber das wirkliche literarische Interesse an seinem Werk blieb dahinter zurück. Dies bestätigt sich auch darin, dass Christian Dietrich Grabbe jenen Aspekt später ironisch in seinem Theaterstück Scherz, Satire, Ironie und tiefere Bedeutung weiterspinnt, indem er der Figur des Teufels Klopstocks Messias als unfehlbares Schlafmittelchen zur Hand gibt.

### Musikalische Rezeption
Auch auf Komponisten und Musiker wie Georg Philipp Telemann, Christoph Willibald Gluck, Carl Philipp Emanuel Bach, Andreas Romberg und Christian Friedrich Daniel Schubart machte Klopstock Eindruck. Schubart kannte große Teile des Messias auswendig und einmal, als er auf dem Rhein fuhr – er las den Messias auf einem Brett, das er über den Kahn gelegt hatte –, begeisterte ihn eine Stelle so sehr, dass er auffuhr und Brett und Buch in den Rhein flogen: „Wie angedonnert stand ich da und sah bleich und starräugig meiner lieben Messiade nach, die wie eine geschossene Ente auf dem Wasser fluderte und untersank.“
Auch nach der Zeit ihrer unmittelbaren Wirkung und bis in die Gegenwart wurden Klopstocks Werke von Komponisten vertont. Gustav Mahler vertonte das Gedicht Die Auferstehung mit eigenen Ergänzungen im fünften Satz seiner zweiten Sinfonie (entstanden 1888–1894, UA 1895). Weitere Vertonungen umfassen:
- Giacomo Meyerbeer: Sieben Geistiche Gesänge, für Chor (1812, revised 1841)
- Richard Strauss: Das Rosenband, Lied, op. 36/1 (1897)
- Manfred Trojahn: … stiller Gefährt der Nacht (1978), Vertonung des Gedichts „Die frühen Gräber“ (1764) für Sopran, Flöte, Violoncello, Celesta und Schlagzeug
- Heinz Holliger: Schlafgewölk (1984) für Altflöte
- Juliane Klein: Drei Lieder nach Klopstock (2004) für Sopran und Klavier
- Jörg-Peter Mittmann: Dem Unendlichen (2009), freie Vertonung des gleichnamigen Gedichts (1764) für Sopran, Flöte, Oboe, Klarinette, Viola, Violoncello und Schlagzeug
- Martin Christoph Redel: Bleib, Gedankenfreund (2011), Klanggedicht zu „Die frühen Gräber“ (1764) für Flöte, Klarinette, Viola, Violoncello und Schlagzeug, op. 70 (Komposition für das Ensemble Horizonte)
- Max E. Keller:  Mutter Natur (2011), fragmentarische Vertonung der Gedichte „Der Zürchersee“ (1750) und „Die Frühlingsfeier“ (1759) für Sopran und acht Instrumente (Komposition für das Ensemble Horizonte)

### Verzeichnis der Werke

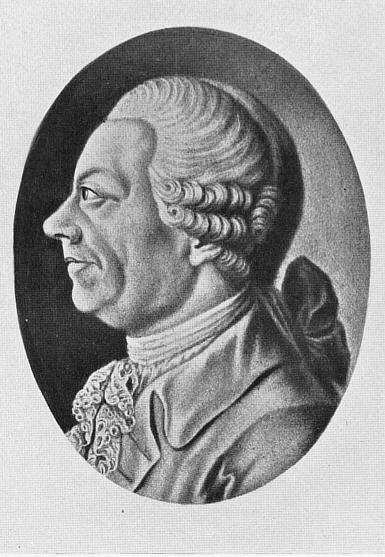
Klopstock, Schabkunstblatt von Johann Elias Haid

- Friedrich Gottlieb Klopstock, Werke und Briefe. Historisch-kritische Ausgabe. Walter de Gruyter, Berlin / New York 1974 ff. (= Hamburger Klopstock-Ausgabe).
- Declamatio, qua poetas epopoeiae auctores recenset F. G. Klopstockius. (Abiturrede, 1745).
- Der Messias, Gesänge I–III. (1748) Digitalisat und Volltext im Deutschen Textarchiv
- Oden von Klopstock (1750)
- Der Messias, Gesänge I–V (1751) Digitalisat und Volltext im Deutschen Textarchiv
- Nachricht von des Messias neuer correcter Ausgabe (1753)
- Von der heiligen Poesie (1754/55)
- Von der Nachahmung des griechischen Sylbenmasses im Deutschen (1754/55)
- Der Messias, Gesänge I–V (1755)

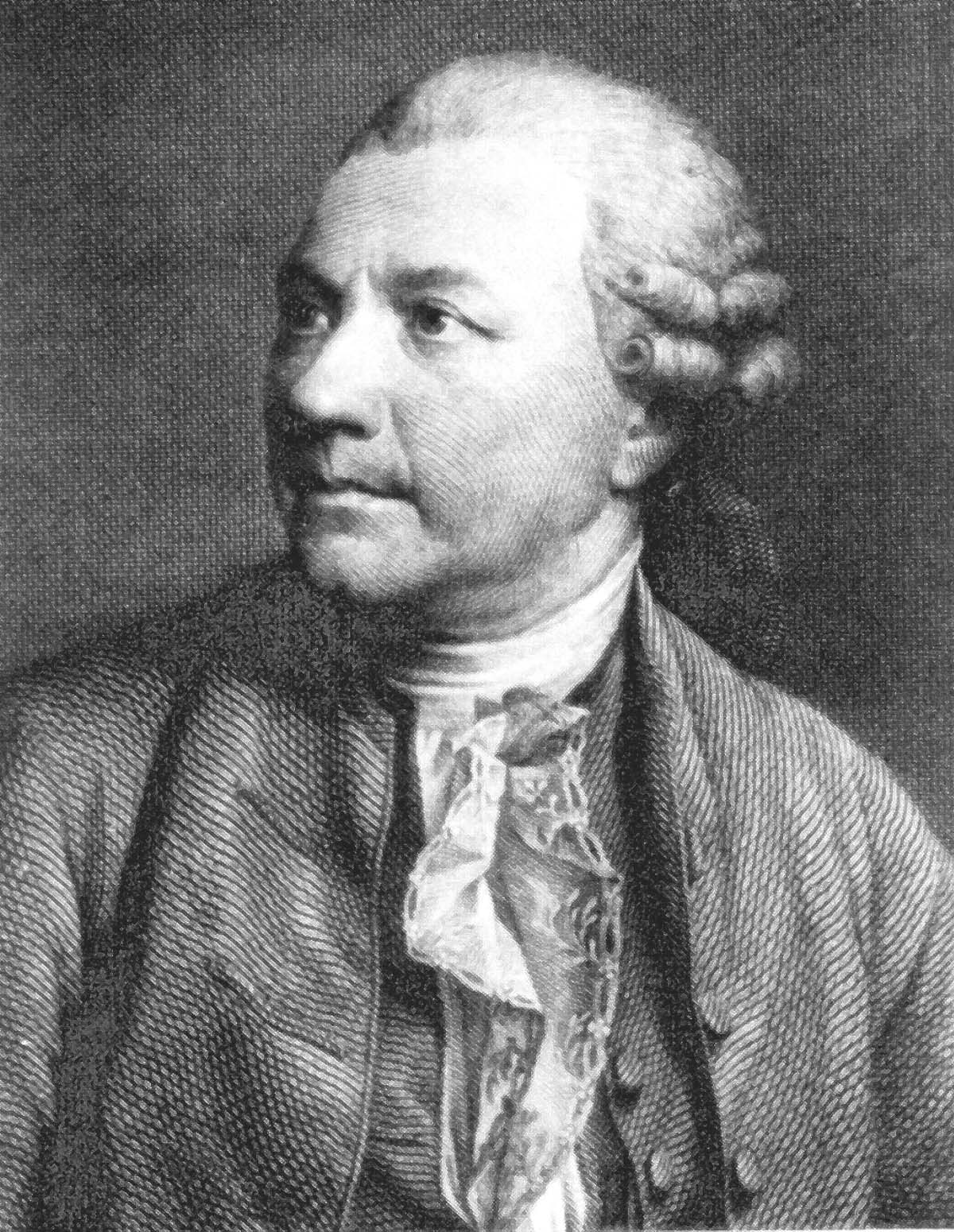
Klopstock, Stahlstich um 1760

- Der Messias, Gesänge VI–X (1756) Digitalisat und Volltext im Deutschen Textarchiv
- Der Tod Adams, ein Trauerspiel (1757)
- Geistliche Lieder. Erster Theil (1758 laut Impressum, tatsächlich 1757[15]), darin:
  - Die Auferstehung („Auferstehn, ja auferstehn wirst du“)
  - Beym Abendmahle (Chor: „Herr, du wollst sie vollbereiten“;[16] Gemeine: „Die ihr seine Laufbahn lauft“[17])
  - Veränderte Lieder (d. h. Bearbeitungen älterer Lieder):
  - Der am Kreuz ist meine Liebe[18]
  - Nun lasset uns den Leib begraben („Begrabt den Leib in seine Gruft“)[19]
  - Schmücke dich o liebe Seele („Müde, sündenvolle Seele“)
- Eine Betrachtung über Julian den Abtrünnigen (1758)
- Von der besten Art über Gott zu denken (1758)
- Von der Sprache der Poesie (1758)
- Von der Bescheidenheit (1758)
- Von dem Fehler andre nach sich zu beurtheilen (1758)
- Von dem Range der schönen Künste und der schönen Wissenschaften (1758)
- Von dem Publico (1758)
- Von der Freundschaft (1759)
- Gedanken über die Natur der Poesie (1759)
- Gespräch von der wahren Hoheit der Seele (1759)
- Salomo, ein Trauerspiel (Tragödie, 1764)
- Fragmente aus dem XXten Gesang des Messias als Manuscript für Freunde (1764/66)
- Vom deutschen Hexameter (1767)
- Der Messias, Gesänge XI–XV (1768) Digitalisat und Volltext im Deutschen Textarchiv

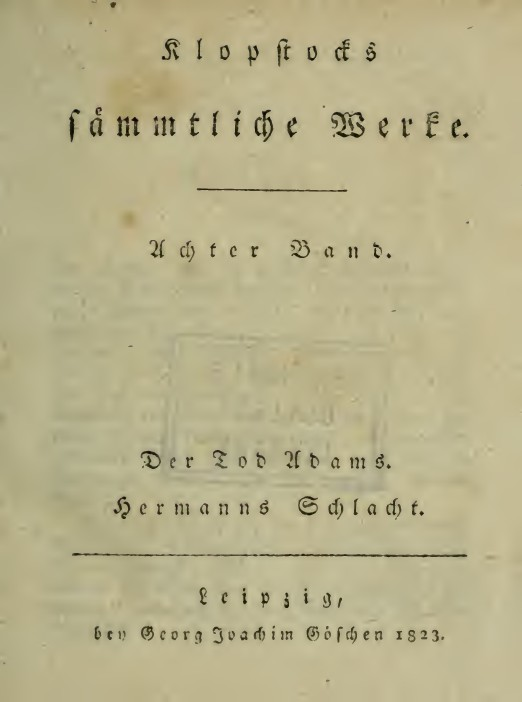
Titelblatt von Der Tod Adams. Hermanns Schlacht in der Ausgabe der Sämmtlichen Werke (Leipzig 1823)

- Hermanns Schlacht. Ein Bardiet für die Schaubühne (1769) books.google.de
- Geistliche Lieder. Zweyter Theil (1769), darin:
  - Die Auferstehung Jesu („Preis dem Todesüberwinder!“)[20]
- Oden und Elegien (Darmstadt, 1771)
- Oden (Hamburg, 1771) Digitalisat und Volltext im Deutschen Textarchiv
- David, ein Trauerspiel (Tragödie, 1772)
- Aus einer Abhandlung zum Sylbenmaaße (1773)
- Vom gleichen Verse (1773)
- Der Messias, Gesänge XVI–XX (1773) Digitalisat und Volltext im Deutschen Textarchiv
- Die deutsche Gelehrtenrepublik. Ihre Einrichtung. Ihre Geseze. Geschichte des letzten Landtags. Auf Befehl der Aldermänner durch Salogast und Wlemar. (1774) Digitalisat in den Quellen zur Literatur- und Kunstreflexion des 18. und 19. Jahrhunderts, Digitalisat und Volltext im Deutschen Textarchiv
- Oden und Lieder beym Clavier zu Singen (vertont von Christoph Willibald Gluck, 1776)
- Nachläse über di deütsche Rechtschreibung (1778)
- Von der Schreibung des Ungehörten (1779)
- Ueber Sprache und Dichtkunst: Fon einer lateinischen Uebersetzung des Messias. Zäntes Fragment (1779)
- Der Messias, Gesänge I–XX (1780/81)
- Hermann und die Fürsten. Ein Bardiet für die Schaubühne (1784)
- Hermanns Tod. Ein Bardiet für die Schaubühne (1787)
- Oden zur Französischen Revolution (1790–99)
- Grammatische Gespräche (1794)
- Übersetzungen
- Briefe

## Porträts und Skulpturen

### Gemälde und Lithographien
- Johann Caspar Füssli d. Ä., Porträt Friedrich Gottlieb Klopstock, Öl auf Leinwand, 47,5 × 38 cm, Zürich, 1750 (Klopstockhaus, Städtische Museen Quedlinburg; online).
- Jens Juel, Porträt Friedrich Gottlieb Klopstock, Öl auf Leinwand[21], sowie Jens Juel (zugeschrieben), Bildnis des Dichters Friedrich Gottlieb Klopstock, Öl auf Leinwand, 60 × 48 cm, nach 1779 (Berlin, Staatliche Museen zu Berlin – Preußischer Kulturbesitz, Nationalgalerie, Inv.-Nr. A II 348) (online bei Bildindex). Nach Juels Porträts entstanden zahlreiche Stiche:
  - Lazarus Gottlieb Sichling, Lithographie, 29 × 22,3 cm, gedruckt von Theodor Zehl (der Jüngere), um 1830 (online, Porträtsammlung der Staats- und Universitätsbibliothek Hamburg).
  - Christian Gottlieb Geyser, Kupferstich, 30,3 × 20,7 cm, J. F. F. Bremer, Braunschweig (online, Porträtsammlung der Staats- und Universitätsbibliothek Hamburg).
  - Johann Martin Preissler, Kupferstich, 40,4 × 29,8 cm, 1782 (online, Porträtsammlung der Staats- und Universitätsbibliothek Hamburg).
  - Johann Heinrich Klinger (1766–1789), Kupferstich, 35 × 25 cm, Nor[imberga], 1789 (online, Porträtsammlung der Staats- und Universitätsbibliothek Hamburg).
  - Christian Schule, Kupferstich, 11,8 × 9,4 cm, 1810 (online, Porträtsammlung der Staats- und Universitätsbibliothek Hamburg).

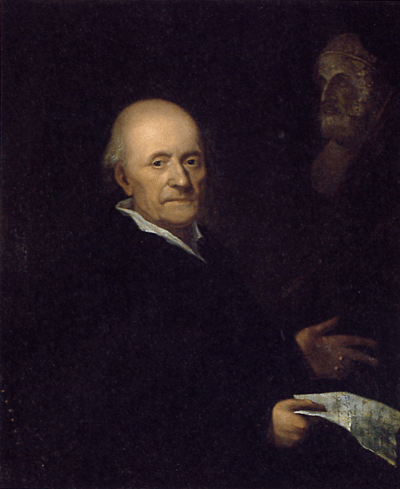
Klopstock, Porträt von Maria Elisabeth Vogel, 1792 (Museum für Hamburgische Geschichte)

- Maria Elisabeth Vogel (1746–1810, geb. Timmermann, verw. de Boor), Ölgemälde (?) 1792, Kniestück nach rechts: Klopstock in dunklem Sessel vor neutralem Hintergrund sitzend, in schwarzem Hausrock und weißem, offenem Hemd, weißes, kurzes Haar nur noch an den Schläfen, die linke Hand skandierend, in der rechten Hand ein Manuskript mit der zwölften Strophe seiner 1748 entstandenen Ode „Der Abschied“. Hinter einem Vorhang, im Schatten, die Büste Homers. Anlässlich des Todes von Klopstock 1803 von der Patriotischen Gesellschaft ausgestellt, ehemals in deren Besitz, heute Museum für Hamburgische Geschichte, Inv. 1950/19.[22]

- Verkleinerte „Wiederholung“ des vorigen Bildes von Maria Elisabeth Vogel durch Johann Hieronymus Barckhan (1785–1865), Öl auf Leinwand, 76,5 × 63 cm, 1807, Inventarnummer: A II 954, Staatliche Museen zu Berlin, Alte Nationalgalerie (online in der Deutschen Digitalen Bibliothek).

- Martin Ferdinand Quadal, nicht ganz vollendetes Porträt, Ölgemälde, Hamburg 1796.[23]
- Anton Hickel, Bildnis Friedrich Gottlieb Klopstock, Öl, 113 × 89 cm, Hamburg, 1798 (Gemäldesammlung der Universität Hamburg; online).[24]
  - nach dem Ölgemälde: Johann Gerhard Huck (1759–1811), Lithographie (Schabkunst), 52 × 43 cm (online, Klopstockhaus, Städtische Museen Quedlinburg).
    - nach der Lithographie von Johann Gerhard Huck: Loeser Leo Wolf (1775–1840), Kupferstich, 29 × 20,3 cm (Digitalisat, Porträtsammlung der Staats- und Universitätsbibliothek Hamburg).
- Gerdt Hardorff, Lithographie, ohne weitere Angaben, wohl vor 1800 (online, Porträtsammlung der Staats- und Universitätsbibliothek Hamburg). Danach:
  - Friedrich Müller, Kupferstich, 31,4 × 24 cm (online, Porträtsammlung der Staats- und Universitätsbibliothek Hamburg).
- Johann Heinrich Wilhelm Tischbein, Bleistiftzeichnung, 48 × 34,5 cm, um 1802 (Porträts der Staats- und Universitätsbibliothek Hamburg; online).
- Friedrich Carl Gröger und Heinrich Jacob Aldenrath, Klopstocks Bildnis, Handzeichnung in Sepia getuscht.[25]
- Weitere Lithographien (Digitaler Portraitindex des Bildarchivs Foto Marburg).

### Büsten und Münzen
- Landolin Ohmacht, Alabasterbüste (12,1 cm), um 1797 (Museum für Kunst und Gewerbe, Hamburg; online bei bildindex.de). Nach Rainer Schmidt[26] sind heute insgesamt sieben Ausführungen der Büste Ohmachts aus unterschiedlichen Materialien und in verschiedenen Größen bekannt. Das Klopstockhaus in Quedlinburg zeigt einen 65 cm hohen „Gipsabguss nach dem Original von Landolin Ohmacht“ (Abbildung online).
- Johann Gottfried Schadow, Büste für die Walhalla, 1808, untere Reihe Nr. 021 (Abbildung oben unter Ehrungen). Für seine nach Klopstocks Tod angefertigte Büste soll Schadow „die außerordentlich realistisch gestaltete Klopstock-Büste aus Alabaster“ von Landolin Ohmacht als Vorbild gedient haben.[27]
- Diverse Gedenkmünzen mit Brustbild.[28]

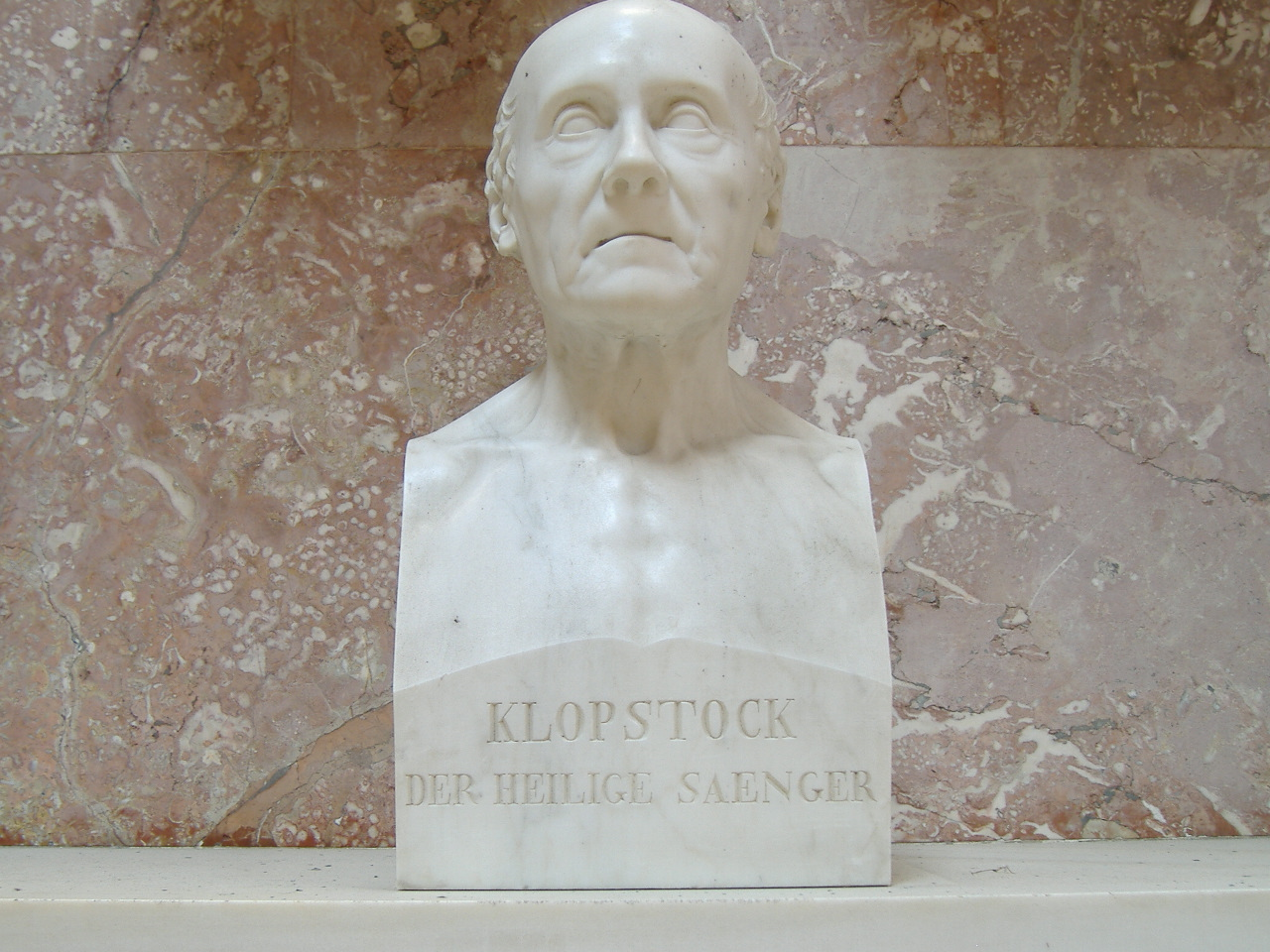
Klopstock-Büste in der Walhalla, unterschrieben „der heilige Sänger“
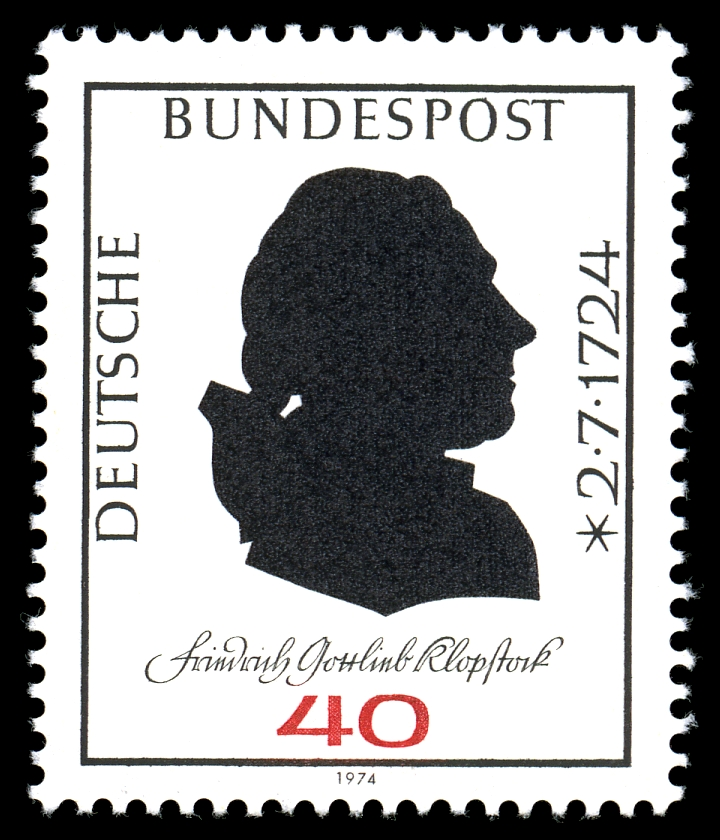
Briefmarke der Deutschen Bundespost zum 250. Jubiläum des Geburtstags, 1974
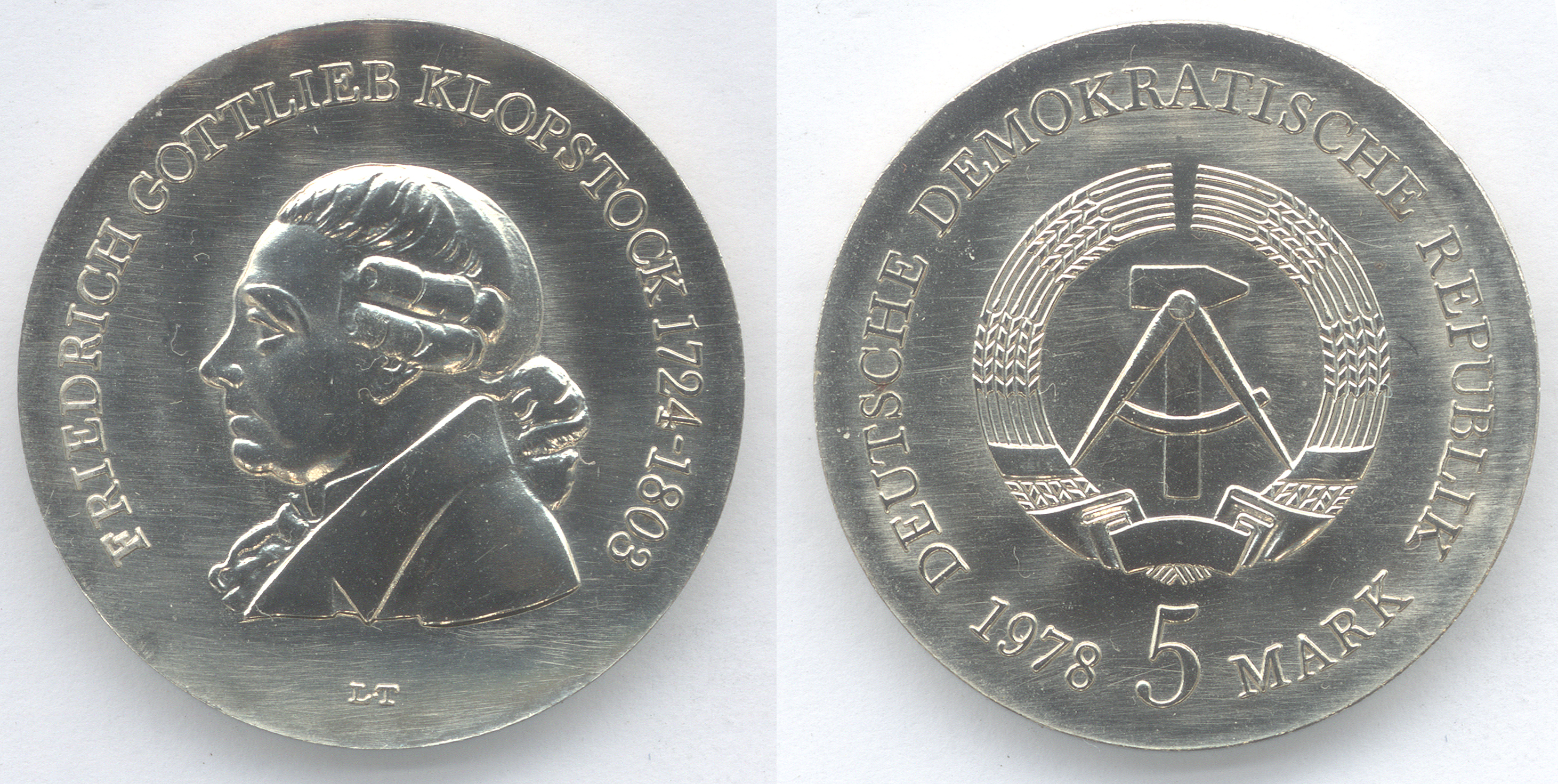
5-M-Gedenkmünze der DDR, 1978
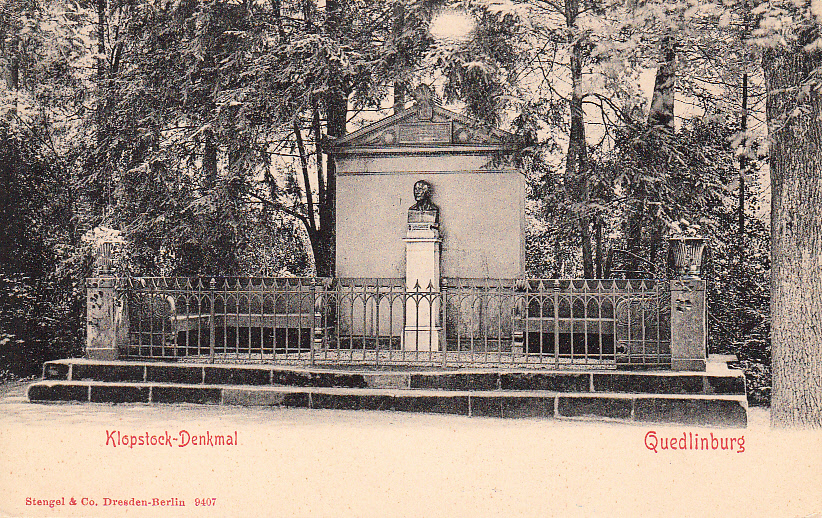
Klopstock-Denkmal, Quedlinburg

## Ehrungen
1991 wurde der Asteroid (9344) Klopstock nach dem Dichter benannt.
Nach Klopstock benannt ist auch die Pflanzengattung Klopstockia H.Karst. aus der Familie der Palmen (Arecaceae).
Seit 2015 vergibt das Land Sachsen-Anhalt den Klopstock-Preis für neue Literatur. Ausgezeichnet werden aktuelle deutschsprachige Werke (Roman, Lyrik, Drama, Reisebeschreibung, Essay) oder auch das Gesamtwerk eines Autors ebenso wie Nachwuchsautoren für herausragende Veröffentlichungen. Neben dem mit 12.000 Euro dotierten Hauptpreis wird auch ein Förderpreis in Höhe von 3.000 Euro an Nachwuchsautoren vergeben.

### Gedenktag
Des christlichen Dichters wird im Evangelischen Namenkalender am 14. März, seinem Todestag, gedacht.

### Örtlichkeiten
In mehr als 65 Städten und Orten wurden Straßen nach Klopstock benannt, u. a. in Berlin, Dresden und Leipzig.

### Zu Person und Zeit
- Bernd Auerochs: Kunstreligion. Studien zu ihrer Vorgeschichte in der deutschen Literatur des 18. Jahrhunderts. Univ. Habil.-Schr. Jena 2000.
- Waldemar Grosch: Klopstock, Friedrich Gottlieb. In: Biographisch-Bibliographisches Kirchenlexikon (BBKL). Band 4, Bautz, Herzberg 1992, ISBN 3-88309-038-7, Sp. 79–88 (Artikel/Artikelanfang im Internet-Archive).
- Günter Häntzschel: Klopstock, Friedrich Gottlieb. In: Neue Deutsche Biographie (NDB). Band 12, Duncker & Humblot, Berlin 1980, ISBN 3-428-00193-1, S. 116–121 (Digitalisat).
- Klaus Hurlebusch: Klopstock und Goethe oder die „Erweckung des Genies“. Eine Revision ihres geistigen Verhältnisses. Stekovics, Halle 2000, ISBN 3-932863-52-6. (Schriftenreihe des Klopstockhauses; 5)
- Klaus Hurlebusch: Klopstock, Hamann und Herder als Wegbereiter autorzentrischen Schreibens. Ein philologischer Beitrag zur Charakterisierung der literarischen Moderne. Niemeyer, Tübingen 2001, ISBN 3-484-35086-5. (Studien und Texte zur Sozialgeschichte der Literatur; 86)
- Klaus Hurlebusch: Friedrich Gottlieb Klopstock. Ellert u. Richter, Hamburg 2003, ISBN 3-8319-0111-2.
- Kevin Hilliard, Katrin Kohl (Hrsg.): Klopstock an der Grenze der Epochen. de Gruyter, Berlin u. a. 1995, ISBN 3-11-014316-X.
- Gregor Clemens Kähler: Denkschrift zur Gedächtnisfeier von Friedrich Gottlieb Klopstocks hundertjährigem Todestage am 14. März 1903 auf dem Friedhofe zu Ottensen, mit drei Abbildungen und urkundlichen Schriftstücken. Th. Christiansen, Altona-Ottensen 1903, OCLC 247129773 (uni-hamburg.de [abgerufen am 25. Mai 2017]).ISBN 978-3-8353-5569-9
- Kai Kauffmann: Klopstock! Eine Biographie. Wallstein, Göttingen 2024, ISBN 978-3-8353-5569-9.
- Katrin Kohl: Friedrich Gottlieb Klopstock. Metzler, Stuttgart u. a. 2000, ISBN 3-476-10325-0. (=Sammlung Metzler; 325)
- Heinrich Lüdtke: Klopstock und unsere niederelbische Heimat: zum 125. Todestage des Messias-Sängers, Altona 1928.
- Carl Christian Redlich: Klopstock, Friedrich Gottlieb. In: Allgemeine Deutsche Biographie (ADB). Band 16, Duncker & Humblot, Leipzig 1882, S. 211–226.
- Arno Schmidt: Klopstock, oder: Verkenne dich selbst! In: Werke. (Bargfelder Ausgabe) Bd. II/1: Dialoge 1. Haffmans, Zürich 1990, S. 359–388. (Erstsendung am 18. Oktober 1957 im Süddeutschen Rundfunk)
- Harro Zimmermann: Freiheit und Geschichte. F. G. Klopstock als historischer Dichter und Denker. Winter, Heidelberg 1987, ISBN 3-533-03970-6. (Neue Bremer Beiträge; 5)
- (Ohne Name): Klopstocks Todtenfeier in Hamburg und Altona, (Ohne Angaben zu Verlag und Ort), Digitalisat
- Jakob Keller: Nachklänge zu Klopstocks Aufenthalt im Oberland. In: Basler Jahrbuch 1889, S. 110–143.

### Zu speziellen Aspekten des Werks
- Alwin Binder: Klopstocks Gedicht „Der Unschuldige“ als Modell „poetischer Sprache“. In: Der Deutschunterricht. 39. Jg. 1987. Heft 3. S. 37–55.
- Hildegard Benning: Rhetorische Ästhetik. Die poetologische Konzeption Klopstocks im Kontext der Dichtungstheorie des 18. Jahrhunderts. M u. P, Stuttgart 1997, ISBN 3-476-45185-2.
- Stefan Elit: „Die beste aller möglichen Sprachen der Poesie“. Klopstocks wettstreitende Übersetzungen lateinischer und griechischer Literatur. Gardez!-Verlag, Sankt Augustin 2002, ISBN 3-89796-077-X. (Die Antike und ihr Weiterleben; 3)
- Martin A. Hainz: Die Schöpfung – ein Polylog? Zu einem theologisch-poetischen Problem, unter anderem bei und mit Friedrich Gottlieb Klopstock und Ferdinand Schmatz. In: Weimarer Beiträge. Nr. 53·1, 2007, S. 67–88.
- Martin A. Hainz: Imitation als Poiesis? Ein Orthodoxie-Problem, auch bei Friedrich Gottlieb Klopstock. In: www.literatur-religion.net, diskurs, Januar 2006, S. 1–11.
- Martin A. Hainz: Intentio scripturae? Zu Offenbarung und Schrift, bei Klopstock sowie in Derridas Kafka-Lektüre. In: TRANS. Internet-Zeitschrift für Kulturwissenschaften, Nr. 16/2005
- Martin A. Hainz: Silbenzwang. Text und Transgreß bei Friedrich G. Klopstock, unter besonderer Berücksichtigung des Messias. Tübingen: A. Francke Verlag 2017 (=Studien und Texte zur Kulturgeschichte der Literatur · KULI, Bd. 7), ISBN 978-3-7720-8624-3
- Dagmar Hebeisen: Die Cidli-Oden. Zu Klopstocks Lyrik um 1750. Lang, Frankfurt am Main u. a. 1998, ISBN 3-631-32554-1. (Gießener Arbeiten zur neueren deutschen Literatur und Literaturwissenschaft; 18)
- Hans-Heinrich Hellmuth: Metrische Erfindung und metrische Theorie bei Klopstock. Fink, München 1973. (Studien und Quellen zur Versgeschichte; 4)
- Kevin Hilliard, Katrin Kohl (Hrsg.): Klopstock an der Grenze der Epochen. Mit Klopstock-Bibliographie 1972–1992 von Helmut Riege. De Gruyter, Berlin, New York 1995, ISBN 3-11-014316-X.
- Kevin Hilliard, Katrin Kohl (Hrsg.): Wort und Schrift – Das Werk Friedrich Gottlieb Klopstocks. Verlag der Franckeschen Stiftungen zu Halle, Tübingen 2008, ISBN 978-3-447-06362-3. (Hallesche Forschungen Bd. 27)
- Joachim Jacob: Heilige Poesie. Zu einem literarischen Modell bei Pyra, Klopstock und Wieland. Niemeyer, Tübingen 1997, ISBN 3-484-18144-3. (Studien zur deutschen Literatur; 144)
- Gerhard Kaiser: Klopstock. Religion und Dichtung. 2., durchges. Auflage. Scriptor-Verlag, Kronberg (Taunus) 1975, ISBN 3-589-20106-1.
- Mustafa Maher: Das Motiv der orientalischen Landschaft in der deutschen Dichtung von Klopstocks „Messias“ bis zu Goethes „Divan“. Heinz, Stuttgart 1979. (Stuttgarter Arbeiten zur Germanistik; 64)
- Bernadette Malinowski: „Das Heilige sei mein Wort“. Paradigmen prophetischer Dichtung von Klopstock bis Whitman. Königshausen u. Neumann, Würzburg 2002, ISBN 3-8260-2174-6. (Epistemata; Reihe Literaturwissenschaft; 381)
- Winfried Menninghaus: Nachwort In: Friedrich Gottlieb Klopstock: Gedanken über die Natur der Poesie. Dichtungstheoretische Schriften. Hrsg. von W. Menninghaus. Frankfurt a. M. 1989, ISBN 3-458-32738-X.
- Helmut Pape: Klopstock. Die „Sprache des Herzens“ neu entdeckt. Die Befreiung des Lesers aus seiner emotionalen Unmündigkeit. Idee und Wirklichkeit dichterischer Existenz um 1750. Lang, Frankfurt am Main u. a. 1998, ISBN 3-631-33603-9.
- Hans-Ulrich Rülke: Gottesbild und Poetik bei Klopstock. Hartung-Gorre, Konstanz 1991, ISBN 3-89191-479-2.
- Hermann Stauffer: Lyrischer Wettstreit der Europäer. Antike und Moderne in Klopstocks Odendichtung. In: Interdisziplinarität und Internationalität: Wege und Formen der Rezeption der französischen und der britischen Aufklärung in Deutschland und Rußland im 18. Jahrhundert. (Veröffentlichungen des Instituts für Europäische Geschichte Mainz, 61.) Philipp von Zabern, Mainz 2004.

### Belletristik
- Lucien Deprijck: Ein letzter Tag Unendlichkeit. (Roman, über Klopstocks Ausflug auf dem Zürichsee 1750) Unionsverlag, Zürich 2015, ISBN 978-3-293-00483-2
- Erich Schönebeck: Klopstock reist nach Zürich. (Roman) Berlin 1969.

## Nachlass
Die Staats- und Universitätsbibliothek der Freien und Hansestadt Hamburg hat eine Arbeitsstelle zur Verwaltung des Nachlasses eingerichtet.